# Dolní Loučky
Dolní Loučky jsou obec v okrese Brno-venkov v Jihomoravském kraji. Rozkládají se na Křižanovské vrchovině, přibližně 5 kilometrů severozápadně od Tišnova. Součástí obce Dolní Loučky je také vesnice Střemchoví. Žije zde přibližně 1 300 obyvatel.

## Geografie
Dolní Loučky se nacházejí na okraji Křižanovské vrchoviny, u hranice s Hornosvrateckou vrchovinou. Obec leží v údolí, s nadmořskou výškou okolo 280 m, obstoupeném třemi kopci, které dosahují výšky přes 400 metrů. Největším z nich je Pasník, jenž je s 543 m n. m. nejvyšším vrchem nejen v katastru obce Dolní Loučky, ale i v přilehlém okolí. Dalšími ze jmenovaných kopců jsou Hradisko (412 m n. m.) a Mírová s nadmořskou výškou 468 metrů.
Dolní Loučky hraničí s obcemi Kaly, Štěpánovice, Předklášteří, Nelepeč-Žernůvka, Úsuší, Deblín, Kuřimské Jestřabí, Újezd u Tišnova a Horní Loučky.
Obcí protékají dva vodní toky, Libochůvka a Bobrůvka, jejichž soutokem v obci vzniká říčka Loučka, jež se vlévá u Předklášteří do Svratky.

## Historie
K 1. lednu 2005 byla obec Borač společně s dalšími 23 obcemi převedena z okresu Žďár nad Sázavou (Kraj Vysočina) do okresu Brno-venkov (Jihomoravský kraj). Ke změně krajských hranic došlo po protestech místních obyvatel, neboť spádovým střediskem a obcí s rozšířenou působností je blízké město Tišnov.
Okolí Dolních Louček se líbilo architektovi Bohuslavu Fuchsovi, který zde vytvořil několik staveb.

## Současnost
V roce 2015 byla v obci obnovena tradice masopustního průvodu. Tradici obnovil Kulturní spolek Dolní Loučky ve spolupráci s farářem zdejší farnosti P. Pavlem Křivým, který předtím působil v Podivíně na Břeclavsku.

## Pamětihodnosti
- farní kostel sv. Martina
- železniční viadukt v Mezihoří
- železniční most Míru
- zřícenina hradu Loučky

## Obyvatelstvo
| Rok            | 1869 | 1880 | 1890 | 1900 | 1910 | 1921 | 1930 | 1950  | 1961 | 1970  | 1980  | 1991  | 2001  | 2011  | 2021  |
| -------------- | ---- | ---- | ---- | ---- | ---- | ---- | ---- | ----- | ---- | ----- | ----- | ----- | ----- | ----- | ----- |
| Počet obyvatel | 782  | 841  | 866  | 882  | 861  | 845  | 926  | 1 092 | 984  | 1 011 | 1 087 | 1 056 | 1 102 | 1 204 | 1 276 |
| Počet domů     | 98   | 112  | 121  | 122  | 129  | 139  | 167  | 226   | 216  | 245   | 284   | 327   | 363   | 388   | 428   |

Vývoj počtu obyvatel obce Dolní Loučky
| Rok            | 1869 | 1880 | 1890 | 1900 | 1910 | 1921 | 1930 | 1950  | 1961 | 1970 | 1980 | 1991 | 2001 | 2011  | 2021  |
| -------------- | ---- | ---- | ---- | ---- | ---- | ---- | ---- | ----- | ---- | ---- | ---- | ---- | ---- | ----- | ----- |
| Počet obyvatel | 713  | 758  | 780  | 785  | 763  | 751  | 836  | 1 006 | 887  | 898  | 948  | 947  | 985  | 1 036 | 1 103 |
| Počet domů     | 88   | 101  | 110  | 111  | 117  | 127  | 153  | 207   | —    | 219  | 251  | 291  | 323  | 339   | 377   |

Vývoj počtu obyvatel části obce Dolní Loučky

## Slavní rodáci
- V místní části Střemchoví se narodil astronom Antonín Mrkos, objevitel a spoluobjevitel 273 planetek a 13 komet.[7]
- Karel Zejda (1890–1977), obuvník, podnikatel, zakladatel firmy Kazeto.

## Galerie

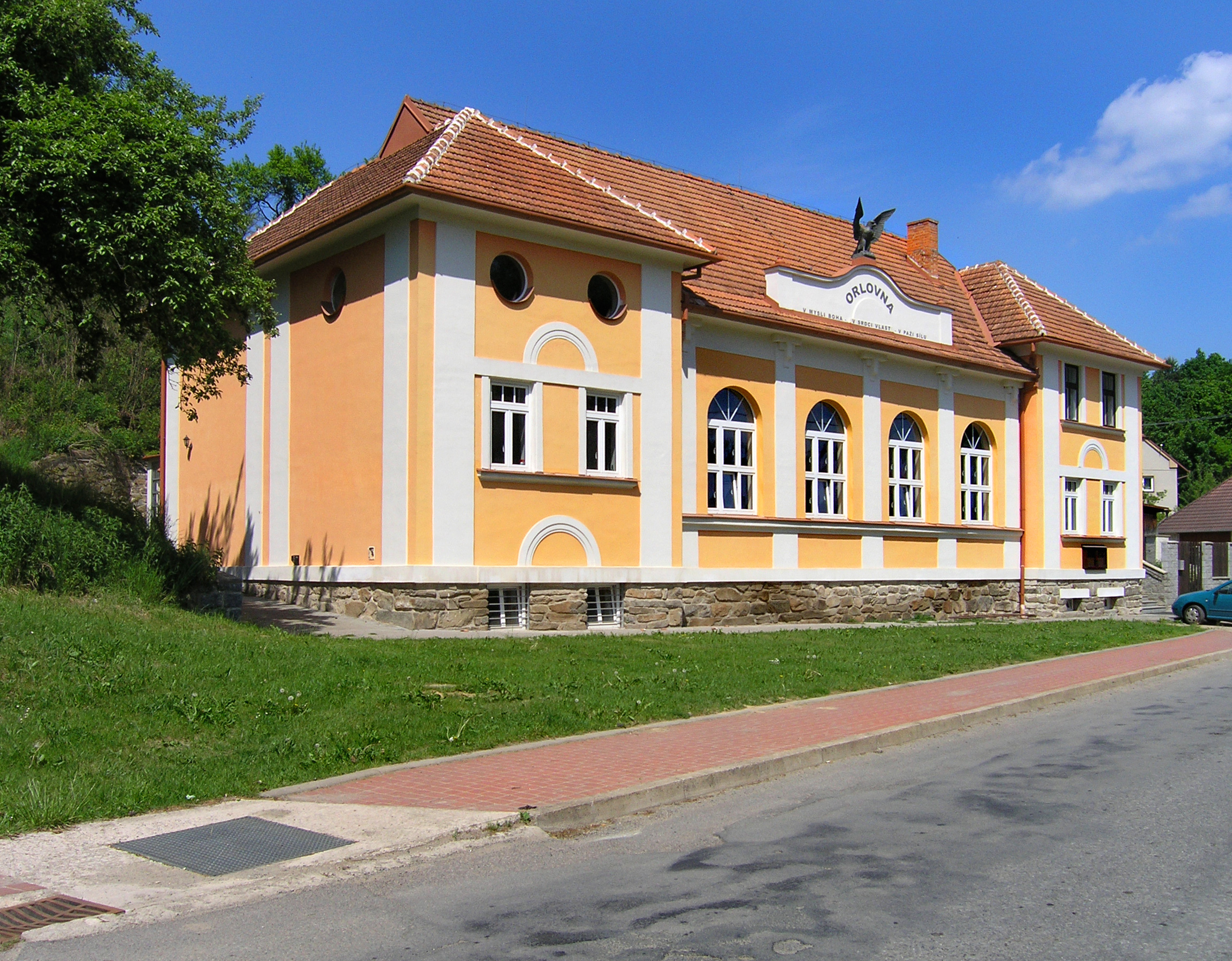
Tělocvična Orlovna
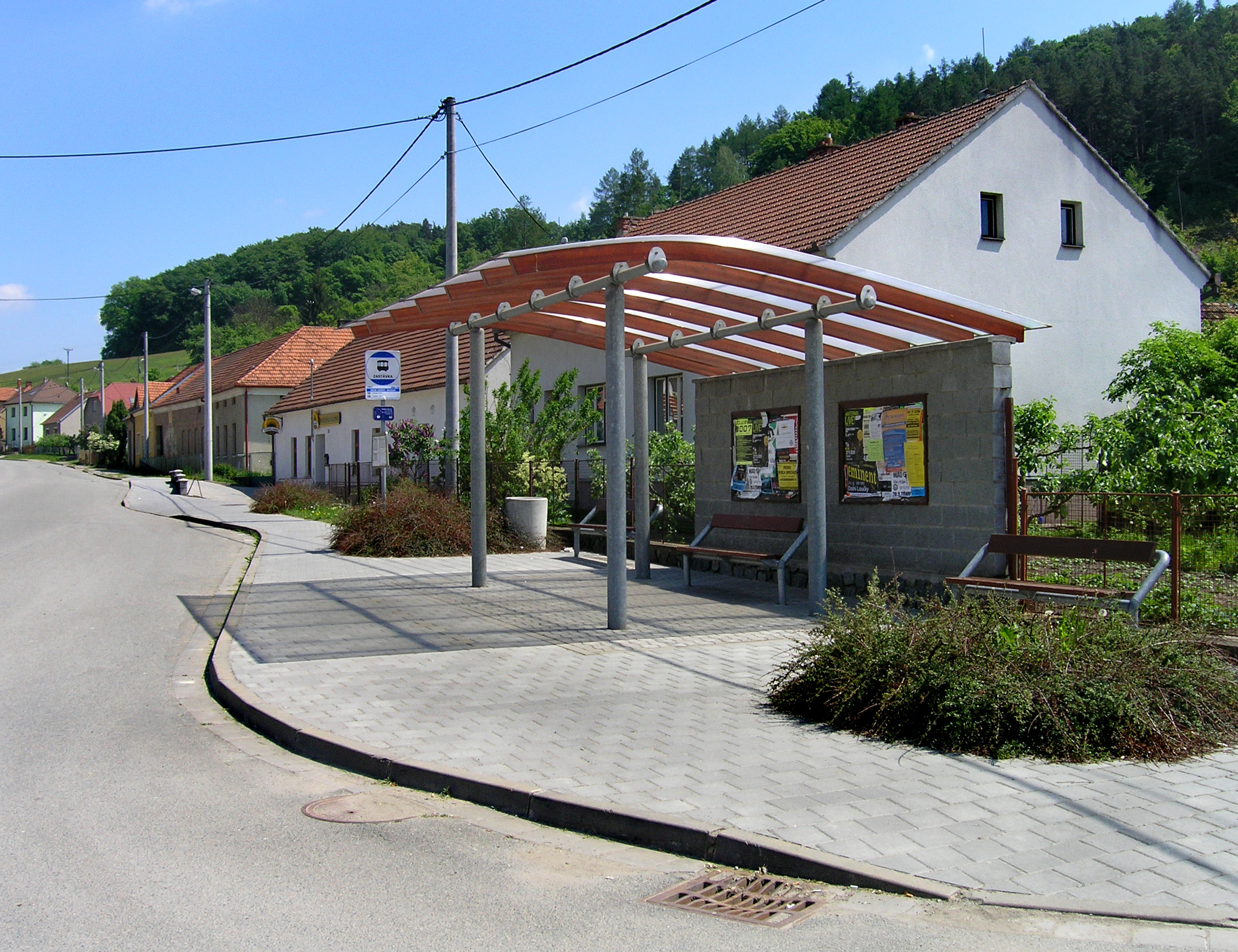
Autobusová zastávka na východě obce
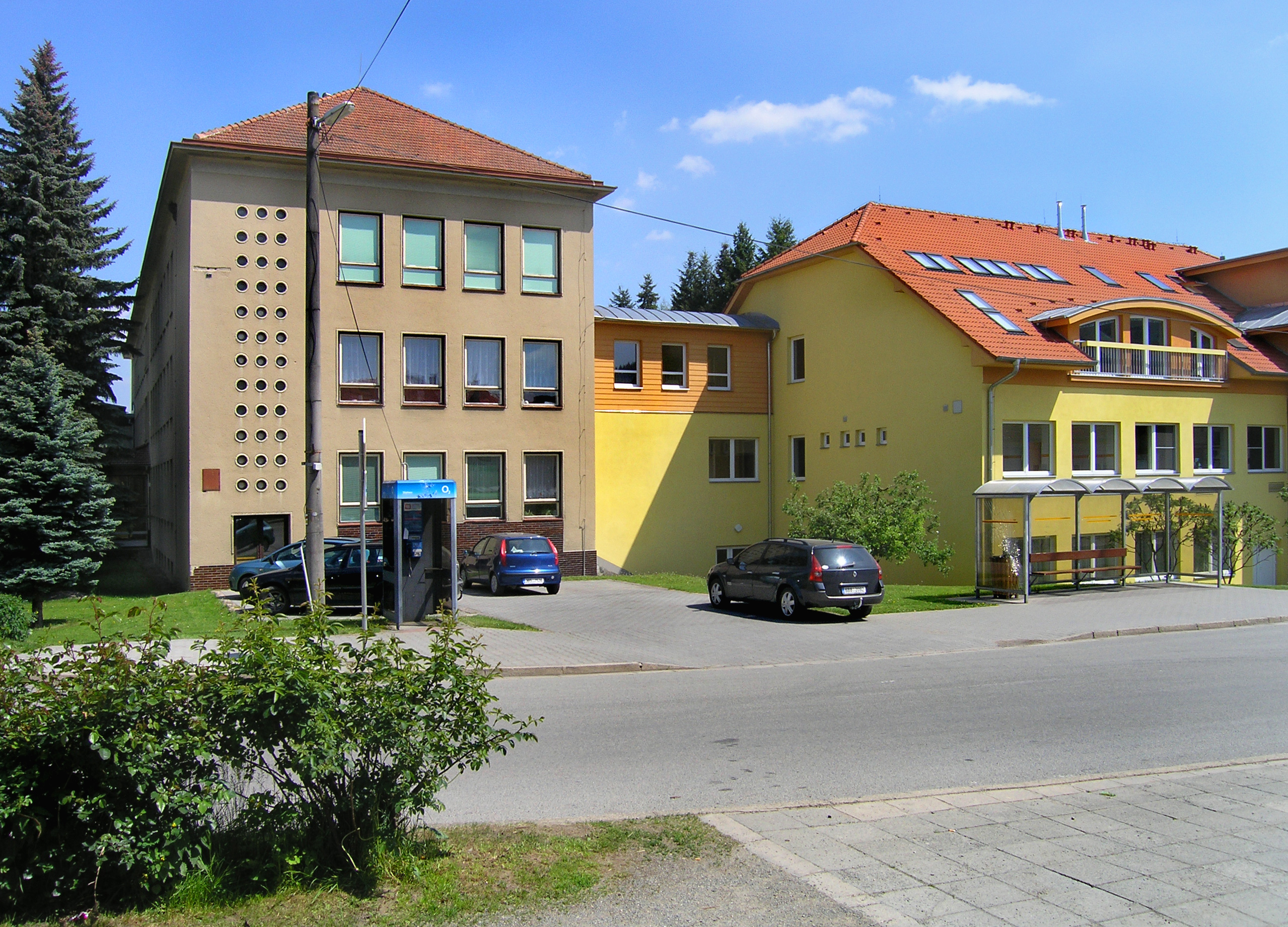
Stará a nová budova školy
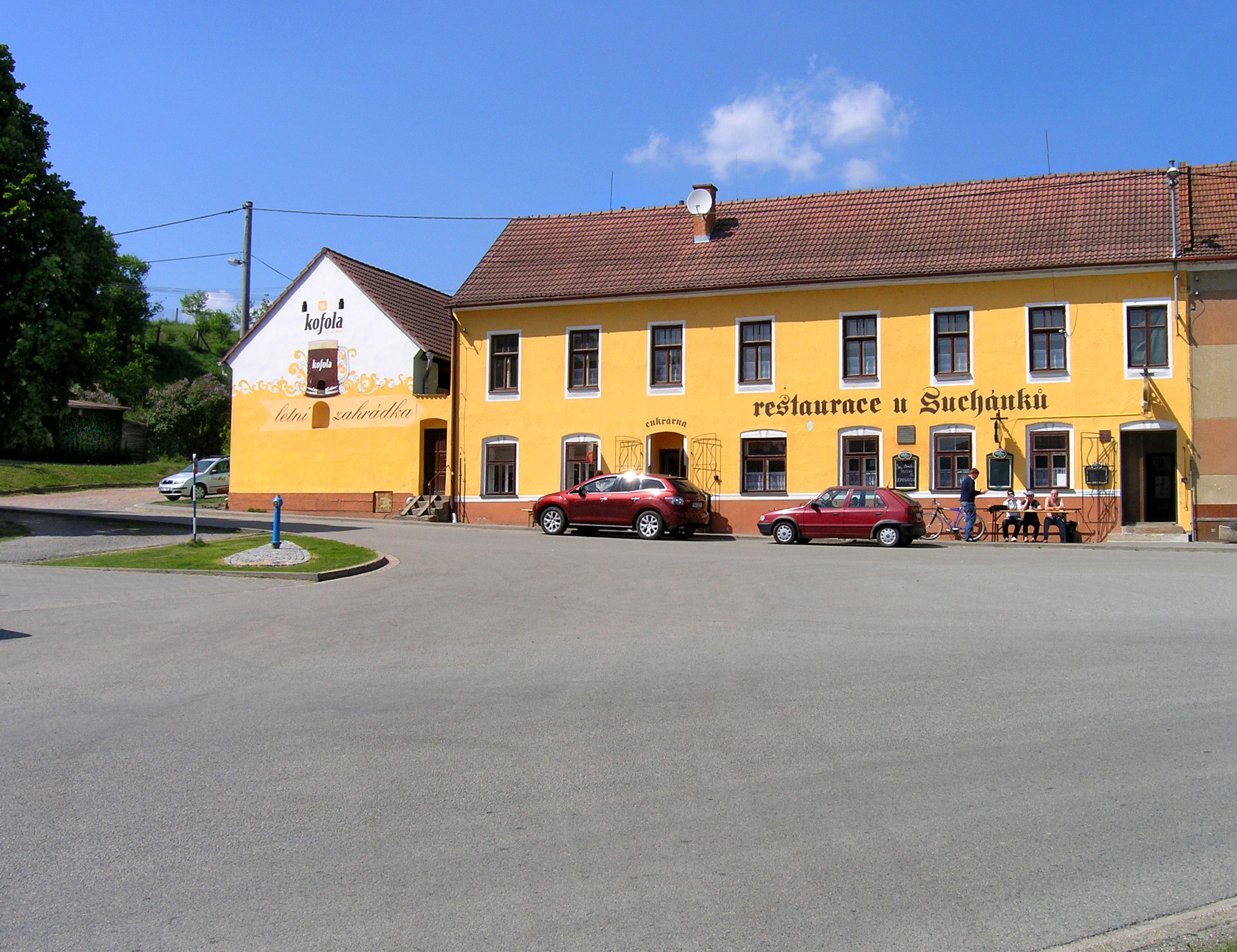
Restaurace ve středu vesnice